# سیارک ۱۳۰۰۷۸
سیارک ۱۳۰۰۷۸ (به انگلیسی: 130078 Taschner، نامگذاری:1999WH2)۱۳۰۰۷۸مین سیارک کشف شده‌است که در ۲۶ نوامبر ۱۹۹۹ کشف شد.